# Réception d'ovocytes de la partenaire

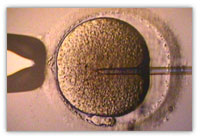
Injection intracytoplasmique de spermatozoïde à l'aide d'une pipette dans un ovule retenu par une pipette de succion.

La réception d'ovocytes de la partenaire (ROPA), aussi appelée FIV réciproque, maternité partagée, FIV par la partenaire, FIV conjointe ou PMA croisée, est une méthode de procréation médicalement assistée utilisée par les couples dont les deux membres ont un appareil reproducteur féminin.

## Description
La réception d'ovocytes de la partenaire fait appel à la fécondation in vitro (FIV), qui consiste à prélever des ovules dans les ovaires, à les féconder en laboratoire, puis à placer un ou plusieurs des embryons obtenus dans l'utérus pour démarrer la grossesse. La FIV réciproque diffère de la FIV standard en ce sens que les deux partenaires sont impliquées, mobilisant les ovules d'une personne et l'utérus de l'autre.
Le processus est mécaniquement identique à la FIV avec don d'ovocyte. La FIV réciproque offre les meilleures chances de grossesse et un risque moindre de naissance multiple. Ce procédé garantit que chaque partenaire est parent biologique de l'enfant.
Ce processus de fertilité permet aux deux membres des couples de lesbiennes et d'hommes transgenres de participer physiquement à la procréation.
Le procédé est utilisé pour la première fois en Espagne en 2007 à l'institut CEFER.